# Leptoxis picta
Leptoxis picta är en snäckart som först beskrevs av Conrad 1834.  Leptoxis picta ingår i släktet Leptoxis och familjen Pleuroceridae. IUCN kategoriserar arten globalt som sårbar. Inga underarter finns listade i Catalogue of Life.